# Another Day (Whigfield-dal)
Az Another Day a dán Whigfield énekesnő második kimásolt dala a Whigfield című stúdióalbumról. A dal 7. helyezést ért el az Egyesült Királyság kislemezlistáján.

## Kritikák
A 40 Network kritikusai szerint: "Itt van egy dance szám, mely felrobban, különösen éjszaka, Whigfield egyedülálló énekének köszönhetően, mely tökéletes kombináció a Saturday Night című dal nyomon követéséhez"

## Megjelenések
12"  Amerikai Egyesült Államok Curb Records – VNR-77081
- A1	Another Day (Bubblegum Mix) 4:02
- A2	Another Day (Bubblegum Mix 2) 6:46
- B1	Another Day (Nite Mix) 5:00
- B2	Another Day (Two Man Remix) 4:40

## Slágerlista
| Slágerlista (1994-95)                | Legjobb helyezések |
| ------------------------------------ | ------------------ |
| Belgium (Ultratop 50 Flanders)       | 32                 |
| Canada Dance (RPM)                   | 2                  |
| Canada Top Singles (RPM)             | 27                 |
| Denmark (IFPI)                       | 3                  |
| Europe (European Hot 100 Singles)    | 9                  |
| Finland (Suomen virallinen lista)    | 8                  |
| Franciaország (Single Top 100)       | 24                 |
| Németország (Media Control Charts)   | 12                 |
| Iceland (Íslenski Listinn Topp 40)   | 22                 |
| Ireland (IRMA)                       | 5                  |
| Italy (FIMI)                         | 3                  |
| MTV Europe                           | 4                  |
| Hollandia (Top 40)                   | 32                 |
| Hollandia (Single Top 100)           | 41                 |
| Norvégia (VG-lista)                  | 9                  |
| Scotland (Official Charts Company)   | 7                  |
| Spain (AFYVE)                        | 6                  |
| Svédország (Sverigetopplistan)       | 39                 |
| Svájc (Schweizer Hitparade)          | 9                  |
| UK Singles (Official Charts Company) | 7                  |
| US Billboard Hot Dance Club Play     | 21                 |
| Zimbabwe (ZIMA)                      | 5                  |

## Minősítések
| Ország             | Minősítés | Eladások |
| ------------------ | --------- | -------- |
| Egyesült Királyság | ezüst     | 200.000  |